# North Miami Beach
North Miami Beach város az USA Florida államában, Miami-Dade megyében. Lakosainak száma 43 676 fő (2020. április 1.).

## Népesség
A település népességének változása:

| 2010 | 41 523 |
| 2020 | 43 676 |